# 卡奇拉 (北桑坦德省)
卡奇拉是哥倫比亞的城鎮，位於該國東北部，由北桑坦德省負責管轄，距離首府庫庫塔87公里，始建於1811年，面積1,058平方公里，海拔高度2,395米，2005年人口10,557。

## 外部連結
- （西班牙文）Cachira official website（页面存档备份，存于）

7°45′N 73°10′W / 7.750°N 73.167°W